# Jéthro
« Yitro  » redirige ici. Pour la portion de la Torah, voir Yitro (parasha).
Pour les articles homonymes, voir Jethro (homonymie).
Jéthro (en hébreu : יתרו, yiṯrō, Bible ; en arabe : يثرون, yathrūn) est le beau-père de Moïse. Il est aussi appelé Réouel ou Rawil, Qéni ou Hobab.
Le Coran le nomme Shu`ayb(en arabe : شعيب) ; il y apparaît comme le prophète des Madianites, d'où son surnom d’Abu Madian (« père / homme des Madianites »). Il quitte tout pour rejoindre les Enfants d'Israël.

## Dans la Bible

Moïse défendant les filles de Jethro
Sebastiano Ricci, 1708-1711
Musée des Beaux-Arts de Budapest

Après avoir fui l’Égypte, Moïse se réfugie chez les Madianites. Près d’un puits, il défend contre des pasteurs nomades les sept filles de Jéthro venues puiser de l’eau. Il rencontre leur père, le grand prêtre sacrificateur de Madian, Jéthro, et épouse sa fille Cippora / Séphora.
Le même livre donne à Jéthro le nom de « Réouel »,. Quant au nom de « Hobab », il est cité dans le livre des Nombres et le livre des Juges comme le beau-père de Moïse ou le « fils de son beau-père », les versets étant ambigus. Dans le livre de la Genèse, Réouël (littéralement « ami de Èl ») » apparaît comme nom d’un des fils d'Ésaü/Édom. L’auteur jahviste élabore probablement dans ce passage un récit ethnographique pour montrer la proximité des Madianites et des Édomites.
C’est sous le nom de Jéthro que le livre de l’Exode donne quelques détails. Avant de repartir vers l’Égypte avec son frère Aaron, Moïse va saluer son beau-père Jéthro puis quitte le pays de Madian avec « sa femme et ses fils ». Au cours du voyage, Séphora circoncit leur fils. Moïse, cette fois accompagné par les Hébreux qu’il a fait sortir d’Égypte, repasse dans le pays de Madian où Jéthro vient à sa rencontre accompagné de Séphora, revenue auprès de lui, et de ses petits-fils issus de Moïse. Jéthro offre un sacrifice auquel tous participent. Moïse et les Hébreux se dirigent vers le Sinaï, où Moïse reçoit la loi.
Des années plus tard, les tensions entre Hébreux et Madianites à propos des terres et des femmes, que Moïse accuse de « perversion », dégénèrent en guerre : les Madianites sont écrasés, leurs femmes et leurs enfants mâles sont massacrés : seules sont épargnées les filles vierges.

## Dans le Coran
Shu’ayb (arabe : شعيب) est le prophète des Madianites et des habitants d'al-Ayka, lieu qui pour la plupart des commentateurs est la résidence des Madianites. Shu’ayb est l’un des quatre prophètes envoyés par Allah spécifiquement aux Arabes.
Les sources arabes donnent différentes datations : pour certaines, il aurait vécu au temps d’Abraham, pour d’autres au temps de Joseph. L’opinion la plus courante est qu’il est contemporain de Moïse ; des commentateurs comme Tabari et Ibn Kathir l’assimilent à Jéthro. Si le Coran ne fait pas explicitement référence à l’identité des sept bergères rencontrées par Moïse, la similitude avec le récit biblique a fait identifier Shu’ayb à Jethro.
La mission prophétique de Shu’ayb est évoquée à plusieurs reprises dans le Coran, et ce récit est construit « selon le modèle des autres narrations prophétiques ». Mahomet sans sa prédication semble avoir cité l’histoire de Shu’ayb, ce qui explique les allusions à la biographie de ce dernier, insérées dans le Coran. Dans le chiisme, Shu’ayb possède une importance particulière : comme Moussa (Moïse), il y est considéré comme un prophète ésotérique.